# Caspar Freusberg (Politiker, 1764)

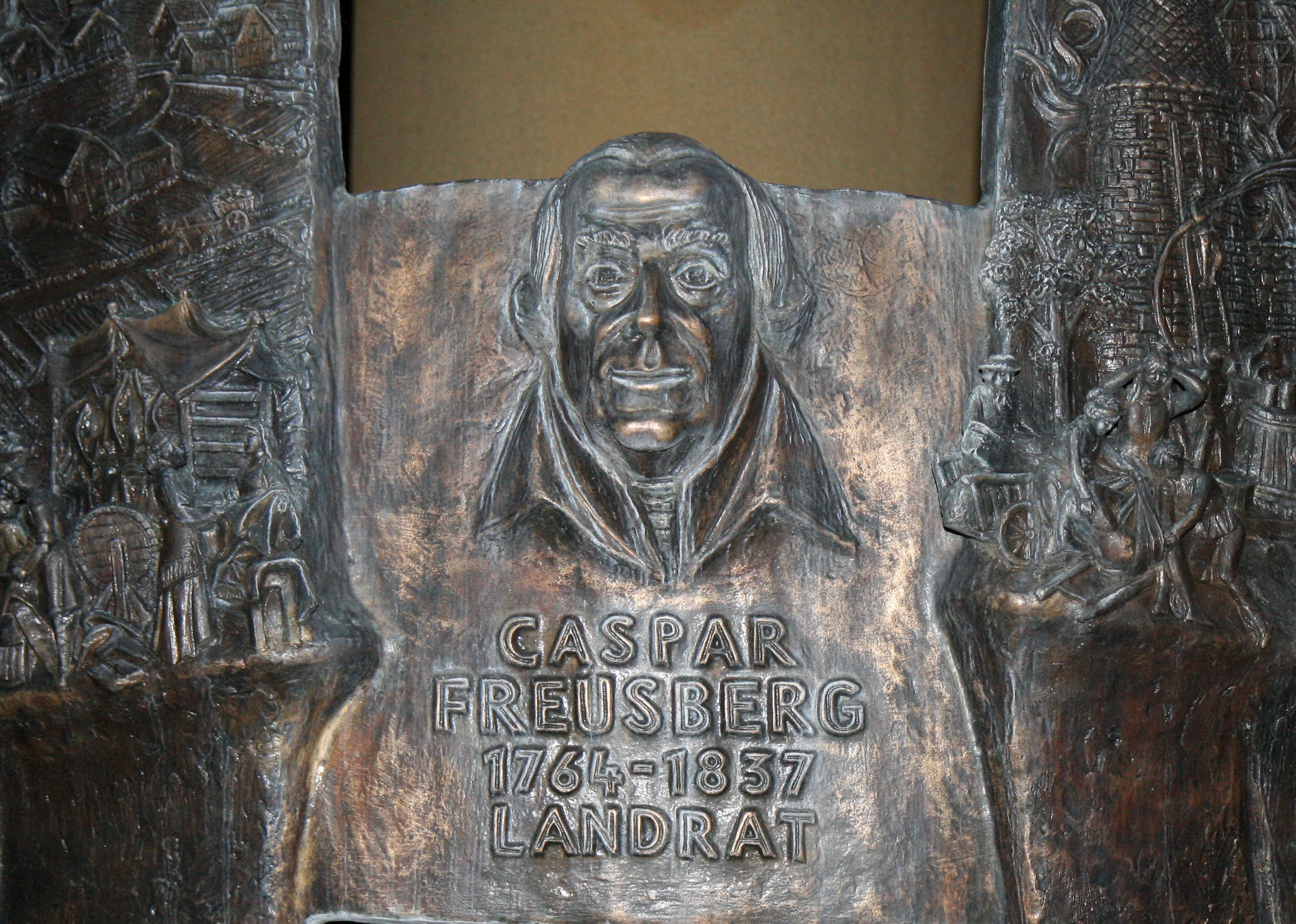
Caspar Freusberg
Relief am Geschichtsbrunnen in Olpe

Caspar Ferdinand Josef Freusberg (* 16. August 1764 auf der Burg Bilstein; † 25. Februar 1837 in Olpe) war Landrat des Kreises Bilstein und später des Kreises Olpe.
Freusberg studierte an der Kurkölnischen Akademie Bonn und in Heidelberg. Danach trat er in den Dienst des Herzogtums Westfalen ein. Er war ab 1793 Richter und Domänenbeamter in Bilstein. Er heiratete 1796 Maria Sophia Engelbertine Biegeleben aus Arnsberg. Aus der Ehe gingen zehn Kinder, unter anderem die Söhne Joseph, später Weihbischof in Paderborn, und Adolf, Landrat des Kreises Olpe, hervor. Auch unter der hessen-darmstädtischen Herrschaft blieb er als Amtmann im öffentlichen Dienst.
Nach der Bildung des preußischen Kreises Bilstein wurde Freusberg am 1. April 1817 dessen erster Landrat. Auch nach der Verlegung des Kreissitzes nach Olpe blieb er bis zu seinem Ausscheiden aus Altersgründen 1836 im Amt. 1828 bis 1831 war er Abgeordneter des Standes der Landgemeinden im Wahlbezirk Herzogtum Westfalen für die Kreise Wittgenstein, Siegen und Olpe im Provinziallandtag der Provinz Westfalen.